# Ангольско-турецкие отношения
Ангольско-турецкие отношения — двусторонние дипломатические отношения между Анголой и Турцией.

## История
Турция признала Анголу в 1975 году, когда она получила независимость. Кубинское присутствие и базы Организации народов Юго-Западной Африки (СВАПО) и Африканского национального конгресса (АНК) в Анголе привели большую часть западного мира, включая США, к выводу, что Ангола стала государством, спонсируемым СССР.
Игнорируя формальную приверженность Анголы к марксизму-ленинизму, Турция и Европейское экономическое общество увеличили субсидии иностранной помощи во время гражданской войны в стране.
Присутствие Кубы в Анголе и вторжения Южно-Африканской Республики (ЮАР) в Анголу во многом определили внешнюю политику Анголы в 1980-е годы.
Во время переговоров о прекращении незаконной оккупации ЮАР Намибии Турция тщетно пыталась разделить вопросы независимости Намибии, кубинских войск в Анголе и апартеида. Южная Африка продолжила оккупацию Намибии на основании того, что независимая Намибия расширит территорию, доступную странам, связанным с Советским Союзом.
Пытаясь занять нейтральную позицию, Турция осудила кубинские войска в Анголе, но также осудила вторжение ЮАР в Анголу. Пытаясь сплотить страны, Турция указала на то, что кубинские войска охраняют американские и турецкие роты от нападений южноафриканских коммандос, которые получали помощь от США.

## Визиты
В рамках саммита БРИКС, состоявшегося в Южно-Африканской Республике 27 июля 2018 года, состоялась двусторонняя встреча между президентом Турции Реджепом Тайипом Эрдоганом и президентом Анголы Жуаном Лоуренсу.
11—12 июля 2017 года в Луанде состоялось первое заседание Совместной экономической комиссии Турция-Ангола» под сопредседательством министра промышленности и торговли Турции Бюлента Тюфенкджи и министра юстиции и прав человека Анголы Руя Жоржи Карнейры Мангейры.
13—15 апреля 2019 года министр иностранных дел Анголы Мануэль Аугусто посетил Турцию и встретился с министром иностранных дел Турции Мевлютом Чавушоглу.

## Экономические отношения
Объём торговли между двумя странами в 2019 году составил около 212 млн $. Экспорт из Турции состоит из продуктов питания, текстильных изделий, одежды, бытовой техники и машин. Фактический объём торговли между двумя странами, как полагают, выше, чем показывают статистические данные, с учётом челночной торговли и торговли, осуществляемой через «третьи страны».
Через Турецкое агентство сотрудничества и координации (TİKA) Турция оказывает Анголе помощь в целях развития в различных областях. С 1992 года правительство Турции в рамках программы «Türkiye Scholarships» предоставляет свои стипендии ангольским студентам.

## Визовая политика
Граждане Турции, имеющие государственные, частные и служебные паспорта, должны получить визу. Они также должны иметь при себе международный сертификат вакцинации, подтверждающий, что они за 10 дней до поездки прошли вакцинацию против жёлтой лихорадки. Максимальная сумма, которую может взять с собой пассажир при выезде из Анголы, составляет 5000 $. В рамках этого досмотр проводится в аэропорту.

## Дипломатические представительства
1 апреля 2010 года открылось посольство Турции в Луанде. Посольство Анголы в Анкаре открылось 4 апреля 2013 года.